# Richard Baillargeon
Richard Baillargeon, né en 1949 à Lévis, est un artiste en arts visuels (photographie) canadien qui vit à Québec.
Il est professeur à l’École d'art de l’Université Laval depuis 2006.

## Biographie
Richard Baillargeon est anthropologue de formation et poursuit un travail artistique reposant sur la rencontre de l’image photographique et du texte. Sa pratique professionnelle s’étend également à la gestion culturelle, au commissariat d’expositions, à l’organisation d’événements et à l’écriture. 
Son œuvre a fait l’objet de plusieurs publications dont Comme des îles (1991), Carnets de voyage (1994), Le paysage et les choses (1997) et Marges et chansons (2008). Ses œuvres ont été exposées dans de nombreuses expositions tant au Québec, au Canada qu’à l’étranger et elles se retrouvent dans les  collections de plusieurs institutions publiques. Parmi ses dernières expositions, mentionnons Marques de l’exsangue présentés au Centre Expression de Saint-Hyacinthe en 2008 et Anticoste présentée en 2012 à la Galerie des arts visuels de l’Université Laval. 
Richard Baillargeon a participé activement à la fondation de VU, centre de diffusion et de production de la photographie (Québec). Récipiendaire du Prix du duc et de la duchesse de York en photographie (1987) du Conseil des arts du Canada, il a été de 1989 à 1994 directeur du programme de photographie du Banff Centre for the Arts (Alberta) et directeur artistique du Centre de sculpture Est-Nord-Est à St-Jean-Port-Joli (Québec) de 1995 à 1997. 
Il est présentement professeur à l’École des arts visuels de l’Université Laval (Québec, Canada). Ses travaux de recherche-création ont été subventionnés par le Fonds de Recherche du Québec en Sciences sociales et culture (FRQSC) et portent sur les questions du regard et du territoire en s’intéressant en particulier à la représentation photographique du paysage en arts visuels actuels. Il vit et travaille à Québec (QC).

## Démarche et approche
L’artiste conçoit son travail artistique comme une exploration de la fragilité et de la précarité du rapport que nous entretenons avec le monde qui nous entoure. Au moyen de l’image photographique et du texte, il poursuit depuis de nombreuses années une recherche plastique et conceptuelle où les problématiques du déplacement (le parcours, le voyage, l’ailleurs) et du regard (celui qui s’arrête et se fige dans l’image) sont les moteurs premiers de sa pratique artistique et les embrayeurs de son processus de création. Déplacement et regard se rejoignent et se combinent dans ses œuvres pour former des constellations visuelles et littéraires où se déploient des récits ouverts aux infinis possibles du sens et de l’affect. 
En ce sens, le travail de Richard Baillargeon est donc comme une série d’opérations transformatives dans ces espaces de l’ailleurs où il circule, découpant et prélevant des images, ces restes et ces condensés faits tout autant de hasard, d'aléatoire que de trouble intérieur et de mouvements de l’âme. Des images qui, au bout du compte, sont comme des choses qui glissent et qu'on n'arrive pas à bien retenir. Il y ajoute des mots, des bouts de phrases, parfois comme des haïkus, qui viennent ouvrir sur d’autres espaces, d’autres lieux de l’imaginaire. Tout cela, ces images, ces mots, comme des choses qui vacillent et puis qui basculent, aspirées par ce qu’il nomme l'écart, c'est-à-dire cette faille par où se donnerait à voir la matière même du temps et de l'espace, et où se découvrent dans une sorte de pénombre la fragilité et la précarité.

## Prix, récompenses, bourses et subventions de recherche
- 2024, Prix Videre Reconnaissance en arts visuels
- 2013, Prix Videre Création en arts visuels (en nomination).
- 2011, Lauréat, Hommage aux créateurs, Université Laval.
- 2010, Subvention de recherche-création, Fonds québécois de la recherche sur la société et la culture (FQRSC), 2010 - 2013
- 2002, Bourse de voyage, Conseil des Arts du Canada.
- 2000, Bourse de longue durée, Conseil des Arts et des lettres du Québec.
- 1998, Bourse de longue durée, Conseil des Arts et des lettres du Québec.
- 1997, Bourse A, Conseil des Arts du Canada.
- 1996, Prix Videre Reconnaissance (en nomination).
- 1995, Bourse de longue durée, Conseil des Arts et des lettres du Québec.
- 1994, Bourse de voyage, Conseil des Arts du Canada.
- 1992, Bourse de projet, Conseil des Arts du Canada.
- 1991, Bourse de projet, Conseil des Arts du Canada.
- 1990, Bourse de courte durée (type A), Ministère des Affaires culturelles du Québec.
- 1987, premier lauréat du Prix du duc et de la duchesse d'York du Conseil des arts du Canada.

## Collections
- Collection permanente, Musée du Québec (Québec)[2].
- Musée canadien de la photographie contemporaine (Ottawa).
- Musée régional de Rimouski (Rimouski),
- Collection prêt d'œuvres d'art, Musée du Québec (Québec)[2].
- Banque d'art du Conseil des arts du Canada (Ottawa)[3].
- The Walter Phillips Gallery (Banff, Alberta).
- The Banff Centre Library (Banff, Alberta).
- Bibliothèque et archives du Canada (Ottawa).
- Bibliothèque centrale de la ville de Québec (Québec).
- Collections privées.

## Expositions individuelles
- 2016, Musée régional de la Côte-Nord, Sept-Îles (Québec).
- 2012, Galerie des arts visuels, Université Laval, Québec (Québec).
- 2008, Expression, Centre d'exposition de Saint-Hyacinthe, Québec
- 2006, Galerie de l'École des arts visuels, Université Laval, Québec
- 2001,
  - Galerie de l'École des arts visuels, Université Laval, Québec
  - Galerie Séquence, Chicoutimi
- 1997, 
  - Centre d'art contemporain de Basse-Normandie, Hérouville-Saint-Clair, France
  - Dazibao et Maison de la culture Côte-des-neiges, Montréal
- 1996, Galerie Séquence, Chicoutimi
- 1995, La Chambre Blanche, Québec
- 1994, Galerie Arena, École nationale de la photographie, Arles
- 1992,
  - The Stride Gallery, Calgary, Alberta
  - Dazibao, Montréal
- 1991 VU, centre d'animation et de diffusion de la photographie, Québec

## Expositions collectives
- 2015       Lab 2, Mobilité et déplacement, Galerie des arts visuels, Université Laval, Québec (Québec).
- 2013       Residents Show, Sanskriti Kendra, New Delhi (Inde).
- 2011       Couleurs et lumières, œuvres de la collection, Musée régional de Rimouski
- 2008       C’est arrivé près de chez vous : l’art actuel à Québec, Musée national des beaux-arts du Québec.
- 2007       De l’inde à l’autre, dans le cadre des Rencontres internationales de la photographie, Arles (France), exposition en duo avec Léonard De Selva.
- 2003       La méthode et l’extase, Galerie Séquence, Chicoutimi (Québec) et au Centre d’exposition de Baie St-Paul (Québec), en 2002 à Photographers Gallery, Saskatoon (Saskatchewan) et Gallery 44, Toronto (Ontario) et en 2001 à Galerie Occurrence, Montréal (Québec).
- 2001       Power of Reflection, galerie du Centre d’arts Saydie Bronfman, Montréal (Québec).
- 2000       Le cadre ,la scène et le site, Centro de la Imagen, Mexico (Mexique),
- 1999       Le silence des choses, Le Musée du Québec, Québec (Québec),
- 1997       Trois fois trois paysages, VU, centre d'animation et de diffusion de la photographie, Québec.
- 1997       Proverbes et dictons, Galerie Christiane Chassay, Montréal.
- 1997       Quatre histoires ou l'éthique du doute, exposition itinérante du Musée régional de Rimouski (Québec), présentée au Québec et au Nouveau-Brunswick.
- 1996       Carnets de voyage, exposition itinérante du Musée canadien de la photographie contemporaine présentée au Centre international d’art contemporain (Montréal), au Musée du Québec (Québec) et ailleurs au Canada.
- 1995       Présence de la photographie québécoise, Le Musée du Québec, Québec (Québec)
- 1995       À suivre..., Le mois de la photo, Montréal (Montréal), conservateur: Sylvain Campeau.
- 1994       Cadrages nomades, Centre culturel canadien, Paris (France), avec Thomas Corriveau,
- 1994       Carnets de voyage, Musée canadien de la photographie contemporaine,Ottawa (Ontario).
- 1993       Quatre histoires ou l'éthique du doute, Musée régional de Rimouski, Rimouski (Québec),
- 1993       Souvenir écran, VU, centre d'animation et de diffusion de la photographie, Québec (Québec).
- 1992       Beau, exposition inaugurale, Musée canadien de la photographie contemporaine, Ottawa (Ontario); également présentée au Centre Culturel Canadien à Paris (France).
- 1992       La traversée des mirages: photographie du Québec, Champagne-Ardenne, (France).
- 1991       Le réel et ses simulacres (ou du principe d'incertitude en photographie), Espace Contretype, Bruxelles (Belgique); également présentée à Saint-Malo (France) et en 1992 aux Services culturels de la délégation du Québec à Paris (France).
- 1991       New Borders, New Boundaries, Nouvelles frontières, nouvelles démarcations, Gallery 44, Centre for Contemporary Photography, Toronto, (Ontario).
- 1990       D'orient: un après-midi à Éléphantine (en collaboration avec Reno Salvail), Edmonton (Alberta).
- 1990       9 artistes photographes québécois, Espace Bonnard, Le Cannet (France).

## Résidences d’artistes et programmes d’échanges
- 2013        Résidence d’artiste, Sanskriti Fondation, 18 janvier au 17 mars, New Delhi (Inde)
- 2007        Ressourcement, voyage et production photographique, janvier à avril, Inde et Népal.
- 2003        Échange Canada-Mexique, volet 2, Conaculta et Banff Centre for the Arts, Banff (Alberta),
- 2002        Échange Canada-Mexique, volet 1, Conaculta et Banff Centre for the Arts, Merida, Mexique
- 1994        Artiste en résidence, École nationale de la photographie, Arles, France.

## Commandes d’art public
- 2015        Programme d’intégration des arts à l’architecture, Ministère de la culture et des communications, Gouvernement du Québec, (Centre Le Normadie, Alma, en concours).
- 2014        Programme d’intégration des arts à l’architecture, Ministère de la culture et des communications, Gouvernement du Québec, (CHSLD de Saint-Jean-Port-Joli, en concours).
- 2014        Programme d’intégration des arts à l’architecture, Ministère de la culture et des communications, Gouvernement du Québec, (Dispensaire de Schefferville, invitation déclinée).
- 2013        Programme d’intégration des arts à l’architecture, Ministère de la culture et des communications, Gouvernement du Québec,  (Centre inter-générationnel de Adstock (secteur St-Cœur-de-Marie), œuvre réalisée).
- 1998        Programme d’intégration des arts à l’architecture, Ministère de la culture et des communications, Gouvernement du Québec, (Centre de formation professionnel de Neufchâtel, Québec, œuvre réalisée).
- 1995        Programme d’intégration des arts à l’architecture, Ministère de la culture et des communications, Gouvernement du Québec, (École élémentaire de Scott-Jonction, œuvre réalisée).

## Publications, communications, textes et essais
- 2014       De regard et de territoire : au-delà des paysages, dans L’objet, sous la direction de Marie-Christiane Mathieu, Québec, Presses de l'Université Laval, collection Phosphore, 2014
- 2013       Ces parts d’ombre, dans Errances photographiques, sous la direction de Suzanne Paquet, Presses de l’Université de Montréal, Montréal.
- 2013       Regards croisés sur Anticoste, avec Pierre Dessureault, Cahiers de la Galerie, no 5, Galerie des arts visuels, Université Laval, Québec
- 2012       Le paysage et les choses, Conférence, Centro Regional de las Artes de Michoacan, Morelia, Mexique
- 2012       Le paysage et les choses, Conférence, Centro de las Artes del Estado de Hidalgo, Pachuca, Mexique.
- 2012       Retour de la mimésis?, communication, Atelier l’espace public à l’ère de l’image, dans le cadre des projets de recherche « L’enjeu paysager dans le monde contemporain » et «Expressions artistiques résistantes, formes urbaines et pratiques spatiales, Québec
- 2011       Calages et décalages de l'image dans l'ici-ailleurs, présentation, Colloque Photographie, mobilités, intermédialité, Atelier international du centre de recherche sur l'intermédialité (CRI), Canada, Québec, Montréal
- 2010       Concilier l’inconciliable : l’expérience de la recherche et de la création en milieu universitaire dans la perspective d’une relation dynamique avec l’étudiant et son processus d’apprentissage, communication Colloque Créer à l’université : pourquoi, comment ? Enjeux et devenirs de la recherche-création à l’Université Laval, Québec.
- 2008       Marges et chansons, Éditions J’ai vu, Québec, livre d’artiste.
- 2004       Autoportraits dans la photographie contemporaine canadienne, J’ai VU / L’opposite, Québec, catalogue.
- 2001       La méthode et l’extase, Martha Langford, Galerie Occurrence, Montréal, catalogue.
- 2001       Power of Reflection, Martha Langford, Centre d’arts Saydie Bronfman, Montréal, catalogue.
- 1997       Les seuils : le paysage et les choses de Richard Baillargeon, par Chantal Boulanger, Dazibao, Montréal, livret.
- 1995       L’éternel et l’éphémère, Le mois de la photo à Miontréal, Vox Populi éditeur,    Montréal (Québec), catalogue.
- 1994       Cadrages nomades, texte de Chantal Boulanger, collection Esplanade, Ambassade du Canada, Paris (France).
- 1994       Carnets de voyage / Travel Journals, Pierre Dessureault, MCPC / CMCP, Ottawa (Ontario).
- 1994       Porte-folio, CV photo, no 28, automne 1994, Montréal (Québec).
- 1994       Souvenir  écran, VU, centre d'animation et de diffusion de la photographie, Québec (Québec), catalogue.
- 1993       Quatre histoires ou l'éthique du doute, par Lisanne Nadeau, Musée régional de Rimouski, Québec, catalogue.
- 1993       Champs / la mer (cinquième état), livre d'artiste, à compte d'auteur.
- 1992       La traversée des mirages, Champagne-Ardenne, Association Transfrontières et VU, Centre d'animation et de diffusion de la photographie, Troyes (France), catalogue.
- 1992       Le réel et ses simulacres, VU, centre d'animation et de diffusion de la photographie, Québec (Québec), catalogue.
- 1991       Comme des îles, Éditions VU, Québec (Québec), monographie.
- 1991       Champs / la mer, in Protée, vol 19, no 3, Chicoutimi (Québec).
- 1991       Champs / la mer (deuxième état), in  Noir d'encre, vol 1, no 2, Québec (Québec).
- 1990       Migrations du regard, in catalogue de l'événement Mirabile Visu , Québec (Québec).

## Couverture de presse
- 2013       Anticoste de Richard Baillargeon, Fragments pour une histoire, Pierre Dessureault, CV, no 94, printemps-été.
- 2012       Entrevues, Radio-Canada (Côte Nord), 12 septembre et 15 septembre.
- 2009       Compte-rendu de l’exposition Marques de l’exsangue, par Sylvain Campeau, CV Ciel variable, no 80
- 2006       Bain de lumière tropicale par Pascale Guéricolas, Au fil des événements, 9 novembre.
- 2002       Présences essentielles par Sylvain Campeau, Etc Montréal, no 57, mars-avril-mai 2002.
- 2001       Paysages fossiles par Michaël Lachance, Spirale, no 178, mai-juin, 2001.
- 1997       Compte rendu, Richard Baillargeon, Dazibao et Maison de la culture Côte-des-Neiges, par Sylvain Campeau, in Parachute, no 87.
- 1997       Compte rendu, Richard Baillargeon, Dazibao et Maison de la culture Côte-des-Neiges, par Jennifer Couëlle,   in CV Photo, no 34.
- 1994       Sur la route, par Marie-Michèle Cron, in Le Devoir, samedi et dimanche 14 août.
- 1993       La traversée des mirages, photographie du Québe", par Éric Amouroux, in Artefactum, Antwerpen, vol. 10, no 46, déc. 1992 - jan. 1993, pp. 40 à 42.
- 1992       L'enfermement du regard, Sylvain Campeau, in Spirale, Montréal, no 115, mai.
- 1990       Richard Baillargeon / D'Orient, Douglas Clark, in Blackflash, vol.8, no 1.